# Snowstorm
Snowstorm är en svensk rockgrupp från Göteborg, grundad 1976 av Lars "Dille" Diedricson (sång), Peter Nordholm (gitarr), Torben Ferm (trummor) och Micael Serenban (bas). De nådde flera listframgångar i Sverige under 1970- och 80-talen och en av deras mest populära låtar är "Sommarnatt" från 1980. Namnet Snowstorm, som betyder snöstorm på engelska, kom gruppen fram till när de var i Storbritannien och det var just snöstorm.
Snowstorm gjorde nyinspelningar av "Sommarnatt" och "Vårstämning" med ny banduppsättning 1989 och 1993.

## Medlemmar
Nuvarande medlemmar
- Torben Ferm – trummor (1976–idag)
- Micael Serenban – sång basgitarr (1976–idag)
- Peter Nordholm – gitarr (1976-1980, 1983–1986, 2024–idag)
- Ralph Peeker – sång (1980–1982, 2024-idag)[3]

Tidigare medlemmar
- Lars "Dille" Diedricson – sång (1976–1980, 1983–1986,)
- Denny Olson – gitarr (1981–1982)
- Mikael Wedberg – sång (1982–1983)
- Gunnar Jaunupe – sång (1987–1996)
- Anders Karlsson – gitarr (1987–1989)
- Johan Herlogson - gitarr (1991-2024)
- Mats Bernhardsson- Sång (1998-2024

## Diskografi
Studioalbum
- Sommarnatt (1980)
- Nattlivstyranner (1981)
- Ur natten in i gryningen (1982)
- Rockin' Again (1984)
- Underbar (1991)
- Best of Snowstorm (1992)
- När ett hjärta slår (1992)
- 1000 dar (2006)[4]

Singlar
- "(Going Back) To Hisings Island" / "Fuzzi" (1978)[5]
- "Vive Le Rock" / "Jag bara jag" (1979)
- "Sommarnatt" / "Message (Sommarnatt)" (1980)
- "Streetwalker" / "Stjärnorna" (1980)
- "Vårstämning" / "In i gryningen" (1981)
- "Hon älskar snabbt" / "Första gången" (1981)
- "Vi har en dröm" / "Lover Boys" (1983)
- "Pauline" / "Vi har en dröm" (1983)
- "Kom hit och värm dig" / "Vänner" (1984)
- "Sommarnatt '89" / "Vårstämning '89" (1989)
- "Hej Presidenten" / "Hej Presidenten (instrumental)" (1989)
- "Nån annans armar om din hals" / "Inte alls kär" (1991)
- "Sommarnatt" / "Vårstämning" / "Streetwalker" (1992)
- "När ett hjärta slår" (1992)
- "Bärga skörden" / "Crescent guld" (1993)
- "Magnus och Cecilia" / "Vacker och klok" (1994)
- "Sommarnatt (dance remix)" / "Regn" (1998)

Samlingsalbum
- Best of Snowstorm (1992)

Annat
- Swedish Tracks '79 (1979; samling med olika artister)
- Kan vi inte få sluta tidigare? (1981; album som Snöstorm)
- "Jag vill va' fri" / "Kan vi inte få sluta tidigare" (1981; singel under gruppnamnet Snöstorm)
- The Revival Album (1999; Snowstorm, Factory och Magnum Bonum)